# Royal-érem
A Royal-érem egyike a Royal Society 10 érmének. A díjat IV. György brit király alapította.
Először olyan kutatási eredményekért osztották ki, ami az előző évben történt, utána ezt öt évre növelték, majd három évre csökkentették. Mikor 1837-ben Viktória brit királynő trónra lépett, újra változás történt. 1850-ben megint megváltoztatták az odaítélést.

## A díjazottak
| Év   | Első                            | Második                                   | Harmadik                                |
| ---- | ------------------------------- | ----------------------------------------- | --------------------------------------- |
| 2023 | Antony Hoare                    | Herman Waldmann                           | Patrick Vallance Chris Whitty           |
| 2022 | Richard Ellis                   | Stephen C. West                           | Geoffrey Hinton                         |
| 2021 | Colin Humphreys                 | Dennis Lo                                 | Michael Green                           |
| 2020 | Herbert Huppert                 | Caroline Dean                             | Ian Shanks                              |
| 2019 | Carol V. Robinson               | Michel Goedert                            | Ann Dowling                             |
| 2018 | Robert Stephen John Sparks      | Lewis Wolpert                             | Shankar Balasubramanian David Klenerman |
| 2017 | Paul Corkum                     | Peter Raymond Grant Rosemary Grant        | Melvyn Greaves                          |
| 2016 | John Meurig Thomas              | Elizabeth Robertson                       | John Goodby                             |
| 2015 | Jocelyn Bell Burnell            | Elizabeth Blackburn                       | Christopher Llewellyn Smith             |
| 2014 | Terence Tao                     | Tony Hunter                               | Howard Morris                           |
| 2013 | Rodney Baxter                   | Walter Bodmer                             | Peter Wells                             |
| 2012 | Tom Kibble                      | Kenneth Murray                            | Andrew Holmes                           |
| 2011 | Steven Ley                      | Robin Holliday                            | Gregory Winter                          |
| 2010 | Peter Knight                    | Azim Surani                               | Allen Hill                              |
| 2009 | Chintamani Rao                  | Ronald Laskey                             | Chris Dobson                            |
| 2008 | Alan Fersht                     | Philip Cohen                              | Robert Hedges                           |
| 2007 | James Feast                     | Cyril Hilsum                              | Tomas Lindahl                           |
| 2006 | John Pendry                     | Tim Hunt                                  | David Baulcombe                         |
| 2005 | Michael Fisher                  | Anthony Pawson                            | Michael Pepper                          |
| 2004 | Lord Lewis of Newnham           | Alec Jeffreys                             | James Black                             |
| 2003 | Nicholas Shackleton             | John Skehel                               | Kenneth Johnson                         |
| 2002 | Ray Freeman                     | Suzanne Cory                              | Richard Peto                            |
| 2001 | Sam Edwards                     | Gabriel Horn                              | Richard Gardner                         |
| 2000 | Keith Usherwood Ingold          | Geoffrey Burnstock                        | Timothy Berners-Lee                     |
| 1999 | Archibald Howie                 | Patrick David Wall                        | John Frank Davidson                     |
| 1998 | Donald Charlton Bradley         | Ricardo Miledi                            | Edwin Mellor Southern                   |
| 1997 | Donald Hill Perkins             | John Maynard Smith                        | Geoffrey Eglinton                       |
| 1996 | Andrew Wiles                    | Jack Heslop-Harrison                      | Robert Hinde                            |
| 1995 | Robert Williams                 | Paul Nurse                                | Donald Metcalf                          |
| 1994 | Sivaramakrishna Chandrasekhar   | Eric Mansfield                            | Salvador Moncada                        |
| 1993 | Volker Heine                    | Horace Barlow                             | Rodney Hill                             |
| 1992 | Simon Donaldson                 | Anthony Epstein                           | David Tabor                             |
| 1991 | Dan McKenzie                    | Michael Berridge                          | John Mason                              |
| 1990 | Michael Berry                   | Anne McLaren                              | Olgierd Cecil Zienkiewicz               |
| 1989 | Polányi János                   | David Weatherall                          | John Vane                               |
| 1988 | George K. Batchelor             | Winifred Watkins                          | Harold Barlow                           |
| 1987 | Francis Graham-Smith            | Eric James Denton                         | Gustav Victor Rudolf Born               |
| 1986 | Rex Richards                    | Richard Doll                              | Eric Ash                                |
| 1985 | Roger Penrose                   | John B. Gurdon                            | John Argyris                            |
| 1984 | Alan Battersby                  | Mary Lyon                                 | Alexander Lamb Cullen                   |
| 1983 | John Kingman                    | Wilhelm Siegmund Feldberg                 | Daniel Joseph Bradley                   |
| 1982 | Richard Henry Dalitz            | Cesar Milstein                            | William Hawthorne                       |
| 1981 | Geoffrey Wilkinson              | Marthe Louise Vogt                        | Ralph Riley                             |
| 1980 | Denys Wilkinson                 | Henry Harris                              | John Paul Wild                          |
| 1979 | Charles Frank                   | Hans Walter Kosterlitz                    | Vernon Ellis Cosslett                   |
| 1978 | Abdus Salam                     | Roderic Alfred Gregory                    | Tom Kilburn                             |
| 1977 | Peter Hirsch                    | Hugh Esmor Huxley                         | John Bertram Adams                      |
| 1976 | John Cornforth                  | James Learmonth Gowans                    | Alan Walsh                              |
| 1975 | Edward Bullard                  | David Chilton Phillips                    | Barnes Wallis                           |
| 1974 | Fred Hoyle                      | Sydney Brenner                            | George Edwards                          |
| 1973 | Martin Ryle                     | Rodney Robert Porter                      | Edward Penley Abraham                   |
| 1972 | Derek Barton                    | Francis Crick                             | Wilfrid Bennett Lewis                   |
| 1971 | Gerhard Herzberg                | Max Perutz                                | Percy Edward Kent                       |
| 1970 | Kingsley Charles Dunham         | William Albert Hugh Rushton               | John Fleetwood Baker                    |
| 1969 | George Edward Raven Deacon      | Frederick Sanger                          | Charles William Oatley                  |
| 1968 | Michael Francis Atiyah          | Walter Thomas James Morgan                | Gilbert Roberts                         |
| 1967 | Cecil Edgar Tilley              | John Zachary Young                        | Joseph Hutchinson                       |
| 1966 | John Ashworth Ratcliffe         | Frank Yates                               | Christopher Cockerell                   |
| 1965 | Raymond Arthur Lyttleton        | John Cowdery Kendrew                      | Henry Charles Husband                   |
| 1964 | Michael James Lighthill         | Francis William Rogers Brambell           |                                         |
| 1963 | Robert Hill                     | Herbert Harold Read                       |                                         |
| 1962 | Subrahmanyan Chandrasekhar      | John Carew Eccles                         |                                         |
| 1961 | Cecil Frank Powell              | Wilfrid Le Gros Clark                     |                                         |
| 1960 | Alfred Charles Bernard Lovell   | Roy Cameron                               |                                         |
| 1959 | Rudolf Peierls                  | Peter Brian Medawar                       |                                         |
| 1958 | Harrie Stewart Wilson Massey    | Alan Lloyd Hodgkin                        |                                         |
| 1957 | William Vallance Douglas Hodge  | Frederick Gugenheim Gregory               |                                         |
| 1956 | Dorothy Mary Crowfoot Hodgkin   | Owen Thomas Jones                         |                                         |
| 1955 | Alexander Todd                  | Vincent Brian Wigglesworth                |                                         |
| 1954 | John Cockcroft                  | Hans Adolf Krebs                          |                                         |
| 1953 | Nevill Francis Mott             | Paul Fildes                               |                                         |
| 1952 | Christopher Kelk Ingold         | Frederic Bartlett                         |                                         |
| 1951 | Ian Heilbron                    | Howard Florey                             |                                         |
| 1950 | Edward Victor Appleton          | Carl Frederick Abel Pantin                |                                         |
| 1949 | George Paget Thomson            | Rudolph Albert Peters                     |                                         |
| 1948 | Harold Jeffreys                 | James Gray                                |                                         |
| 1947 | Cyril Norman Hinshelwood        | Frank Macfarlane Burnet                   |                                         |
| 1946 | Lawrence Bragg                  | Cyril Dean Darlington                     |                                         |
| 1945 | John Desmond Bernal             | Edward James Salisbury                    |                                         |
| 1944 | David Brunt                     | Charles Robert Harington                  |                                         |
| 1943 | Harold Spencer Jones            | Edward Battersby Bailey                   |                                         |
| 1942 | Walter Norman Haworth           | William Whiteman Carlton Topley           |                                         |
| 1941 | Edward Arthur Milne             | Ernest Laurence Kennaway                  |                                         |
| 1940 | Patrick Maynard Stuart Blackett | Francis Hugh Adam Marshall                |                                         |
| 1939 | Paul Dirac                      | David Keilin                              |                                         |
| 1938 | Ronald Aylmer Fisher            | Francis Aston                             |                                         |
| 1937 | Nevil Vincent Sidgwick          | Arthur Henry Reginald Buller              |                                         |
| 1936 | Ralph Howard Fowler             | Edwin Stephen Goodrich                    |                                         |
| 1935 | Charles Galton Darwin           | Alfred Harker                             |                                         |
| 1934 | Sydney Chapman                  | Edgar Douglas Adrian                      |                                         |
| 1933 | Patrick Laidlaw                 | Geoffrey Taylor                           |                                         |
| 1932 | Robert Robinson                 | Edward Mellanby                           |                                         |
| 1931 | William Henry Lang              | Richard Glazebrook                        |                                         |
| 1930 | Owen Richardson                 | John Edward Marr                          |                                         |
| 1929 | Robert Muir                     | John Edensor Littlewood                   |                                         |
| 1928 | Robert Broom                    | Arthur Stanley Eddington                  |                                         |
| 1927 | Thomas Lewis                    | John Cunningham McLennan                  |                                         |
| 1926 | William Bate Hardy              | Archibald Hill                            |                                         |
| 1925 | William Henry Perkin            | Albert Charles Seward                     |                                         |
| 1924 | Henry Hallett Dale              | Dugald Clerk                              |                                         |
| 1923 | Napier Shaw                     | Charles Martin                            |                                         |
| 1922 | Joseph Barcroft                 | Charles Wilson                            |                                         |
| 1921 | Frederick Blackman              | Frank Dyson                               |                                         |
| 1920 | William Bateson                 | Godfrey Hardy                             |                                         |
| 1919 | John Farmer                     | James Jeans                               |                                         |
| 1918 | Frederick Gowland Hopkins       | Alfred Fowler                             |                                         |
| 1917 | John Aitken                     | Arthur Smith Woodward                     |                                         |
| 1916 | John Scott Haldane              | Hector Munro Macdonald                    |                                         |
| 1915 | William Halse Rivers Rivers     | Joseph Larmor                             |                                         |
| 1914 | William Johnson Sollas          | Ernest William Brown                      |                                         |
| 1913 | Harold Baily Dixon              | Ernest Starling                           |                                         |
| 1912 | William Mitchinson Hicks        | Grafton Elliot Smith                      |                                         |
| 1911 | William Maddock Bayliss         | George Chrystal                           |                                         |
| 1910 | John Joly                       | Frederick Orpen Bower                     |                                         |
| 1909 | Ronald Ross                     | Augustus Love                             |                                         |
| 1908 | John Milne                      | Henry Head                                |                                         |
| 1907 | Ramsay Heatley Traquair         | Ernest William Hobson                     |                                         |
| 1906 | Dukinfield Henry Scott          | Alfred George Greenhill                   |                                         |
| 1905 | John Henry Poynting             | Charles Scott Sherrington                 |                                         |
| 1904 | William Burnside                | David Bruce                               |                                         |
| 1903 | Horace Brown                    | David Gill                                |                                         |
| 1902 | Horace Lamb                     | Edward Albert Schafer                     |                                         |
| 1901 | William Thomas Blanford         | William Edward Ayrton                     |                                         |
| 1900 | Percy Alexander MacMahon        | Alfred Newton                             |                                         |
| 1899 | George Francis Fitzgerald       | William Carmichael McIntosh               |                                         |
| 1898 | Walter Gardiner                 | John Kerr                                 |                                         |
| 1897 | Andrew Russell Forsyth          | Richard Strachey                          |                                         |
| 1896 | Charles Vernon Boys             | Archibald Geikie                          |                                         |
| 1895 | James Alfred Ewing              | John Murray                               |                                         |
| 1894 | Victor Alexander Haden Horsley  | Joseph John Thomson                       |                                         |
| 1893 | Arthur Schuster                 | Harry Marshall Ward                       |                                         |
| 1892 | John Newport Langley            | Charles Pritchard                         |                                         |
| 1891 | Charles Lapworth                | Arthur William Rucker                     |                                         |
| 1890 | David Ferrier                   | John Hopkinson                            |                                         |
| 1889 | Walter Holbrook Gaskell         | Thomas Edward Thorpe                      |                                         |
| 1888 | Ferdinand von Mueller           | Osborne Reynolds                          |                                         |
| 1887 | Henry Nottidge Maseley          | Alexander Ross Clarke                     |                                         |
| 1886 | Francis Galton                  | Peter Guthrie Tait                        |                                         |
| 1885 | Edwin Ray Lankester             | David Edward Hughes                       |                                         |
| 1884 | Daniel Oliver                   | George Darwin                             |                                         |
| 1883 | John Scott Burdon-Sanderson     | Thomas Archer Hirst                       |                                         |
| 1882 | William Henry Flower            | John William Strutt                       |                                         |
| 1881 | Francis Maitland Balfour        | John Hewitt Jellett                       |                                         |
| 1880 | Joseph Lister                   | Andrew Noble                              |                                         |
| 1879 | William Henry Perkin            | Andrew Crombie Ramsay                     |                                         |
| 1878 | John Allan Brown                | Albert Gunther                            |                                         |
| 1877 | Oswald Heer                     | Frederick Augustus Abel                   |                                         |
| 1876 | William Froude                  | Wyville Thomson                           |                                         |
| 1875 | William Crookes                 | Thomas Oldham                             |                                         |
| 1874 | William Crawford Williamson     | Henry Clifton Sorby                       |                                         |
| 1873 | Henry Enfield Roscoe            | George James Allman                       |                                         |
| 1872 | Thomas Anderson                 | Henry John Carter                         |                                         |
| 1871 | John Stenhouse                  | George Busk                               |                                         |
| 1870 | William Hallowes Miller         | Thomas Davidson                           |                                         |
| 1869 | Thomas Maclean                  | Augustus Matthiessen                      |                                         |
| 1868 | George Salmon                   | Alfred Russel Wallace                     |                                         |
| 1867 | William Edmond Logan            | John Bennet Lawes és Joseph Henry Gilbert |                                         |
| 1866 | William Kitchen Parker          | William Huggins                           |                                         |
| 1865 | Joseph Prestwich                | Archibald Smith                           |                                         |
| 1864 | Warren De La Rue                | Jacob Lockhart Clarke                     |                                         |
| 1863 | Miles Berkeley                  | John Gassiot                              |                                         |
| 1862 | John Thomas Romney Robinson     | Alexander William Williamson              |                                         |
| 1861 | William Benjamin Carpenter      | James Joseph Sylvester                    |                                         |
| 1860 | William Fairbairn               | Augustus Volney Waller                    |                                         |
| 1859 | George Bentham                  | Arthur Cayley                             |                                         |
| 1858 | William Lassell                 | Albany Hancock                            |                                         |
| 1857 | John Lindley                    | Edward Frankland                          |                                         |
| 1856 | William Thomson                 | John Richardson                           |                                         |
| 1855 | John Russell Hind               | John Obadiah Westwood                     |                                         |
| 1854 | Joseph Dalton Hooker            | August Wilhelm von Hofmann                |                                         |
| 1853 | John Tyndall                    | Charles Darwin                            |                                         |
| 1852 | Thomas Henry Huxley             | James Prescott Joule                      |                                         |
| 1851 | George Newport                  | William Parsons                           |                                         |
| 1850 | Thomas Graham                   | Benjamin Collins Brodie                   |                                         |
| 1849 | Gideon A. Mantell               | Edward Sabine                             |                                         |
| 1848 | Thomas Galloway                 | Charles James Hargreave                   |                                         |
| 1847 | William Robert Grove            | George Fownes                             |                                         |
| 1846 | Richard Owen                    | Michael Faraday                           |                                         |
| 1845 | Thomas Snow Beck                | George Biddell Airy                       |                                         |
| 1844 | Thomas Andrews                  | George Boole                              |                                         |
| 1843 | James David Forbes              | Charles Wheatstone                        |                                         |
| 1842 | William Bowman                  | John Frederic Daniell                     |                                         |
| 1841 | Robert Kane                     | Eaton Hodgkinson                          |                                         |
| 1840 | John Herschel                   | Charles Wheatstone                        |                                         |
| 1839 | Martin Barry                    | James Ivory                               |                                         |
| 1838 | Thomas Graham                   | William Henry Fox Talbot                  |                                         |
| 1837 | William Whewell                 | Nem osztották ki                          |                                         |
| 1836 | John Herschel                   | George Newport                            |                                         |
| 1835 | William Rowan Hamilton          | Michael Faraday                           |                                         |
| 1834 | John William Lubbock            | Charles Lyell                             |                                         |
| 1833 | John Herschel                   | Augustin Pyrame de Candolle               |                                         |
| 1832 | Nem osztották ki                | Nem osztották ki                          |                                         |
| 1831 | Nem osztották ki                | Nem osztották ki                          |                                         |
| 1830 | David Brewster                  | Antoine Jerome Balard                     |                                         |
| 1829 | Eilhard Mitscherlich            | Charles Bell                              |                                         |
| 1828 | William Wollaston               | Johann Franz Encke                        |                                         |
| 1827 | Humphry Davy                    | Friedrich Georg Wilhelm von Struve        |                                         |
| 1826 | John Dalton                     | James Ivory                               |                                         |